# Thelma Coyne Long
Thelma Dorothy Coyne Long, född 14 oktober 1918 i Sydney i Australien, död 13 april 2015 i Sydney, var en australisk högerhänt tennisspelare, framförallt framgångsrik som dubbelspelare.
Thelma Coyne Long spelade internationell tävlingstennis på toppnivå under 25-årsperioden 1935-59. Under karriären vann hon 19 Grand Slam (GS)-titlar varav två i singel, 12 i dubbel och fem i mixed dubbel, samtliga titlar utom en i Australiska mästerskapen. 
Hon var första gången i singelfinal i en GS-turnering 1940 i Australiska mästerskapen. Hon förlorade där mot Nancye Wynne Bolton (5-7, 6-4, 6-0 1-6, 5-7). Elva år senare, 1951, spelade hon sin andra singelfinal i turneringen, också denna gång mot Bolton som upprepade sin seger (6-1, 7-5). År 1952 var hon åter i singelfinal i turneringen, denna gång mot H. Angwin. Coyne Long vann med 6-2, 6-3 och tog därmed sin första singeltitel i en GS-turnering. Hon upprepade segern 1954, denna gång efter finalseger över Jennifer Staley (6-3, 6-4). Coyne Long spelade singelfinal i samma turnering också 1955 och 1956. 
I dubbel vann Coyne Long under perioden 1936-52 tio GS-titlar tillsammans med Nancye Wynne Bolton, samtliga i Australiska mästerskapen. Hon vann dessutom två dubbeltitlar i mästerskapen med landsmaninnan Mary Bevis Hawton (1956 och 1958). Mixed dubbeltitlarna i Australiska mästerskapen vann hon tillsammans med George Worthington och Rex Hartwig. I 1954 års turnering vann Coyne Long en så kallad "triple crown", det vill säga seger i singel, dubbel och mixed dubbel. År 1956 vann hon mixed dubbeltiteln i Franska mästerskapen tillsammans med Luis Ayala. 

## Grand Slam-titlar
- Australiska mästerskapen
  - Singel - 1952, 1954
  - Dubbel - 1936, 1937, 1938, 1939, 1940, 1947, 1948, 1949, 1951, 1952, 1956, 1958
  - Mixed dubbel - 1951, 1952, 1954, 1955
- Franska mästerskapen
  - Mixed dubbel - 1956